# Schimbul de focuri din North Hollywood
Schimbul de focuri din North Hollywood a fost un conflict armat între doi jefuitori de bănci, foarte bine înarmați, și agenți ai Departamentului de Poliție din Los Angeles (LAPD) în districtul North Hollywood din Los Angeles.
La 28 februarie 1997, aproximativ la ora 9:30 AM (UTC-8), Larry Phillips Jr. și Emil Mătăsăreanu au intrat și au jefuit sucursala Bank of America din North Hollywood. Când au ieșit din bancă, Phillips și Mătăsăreanu s-au confruntat cu zeci de agenți ai LAPD, urmând un schimb de focuri între polițiști și tâlhari. Doisprezece agenți și șapte civili au suferit leziuni înainte ca cei doi tâlhari să fie uciși.
Înainte de a încerca să jefuiască banca din North Hollywood, Phillips și Mătăsăreanu au jefuit mai multe mașini blindate, fiind cunoscuți de poliție pentru armamentul greu pe care îl posedau, care includea puști automate.
Emil Decebal Mătăsăreanu se născuse în România și a crescut o perioadă în Altadena. Fiind un copil grăsun, era batjocorit de colegi, ceea ce l-a făcut să se retragă în studiul calculatoarelor. După ce a absolvit DeVry Institute of Technology din Los Angeles, și-a deschis propria afacere, lucrând ca tehnician IT și programator. După ce autoritățile au închis un centru de îngrijire a persoanelor cu handicap mental pe care îl gestiona împreună cu mama sa Valerie Nicolescu, Emil a început să aibă probleme cu autoritățile. Cu câțiva ani înainte de jaful în cursul căruia a fost ucis, la vârsta de 30 de ani, cu 29 de gloanțe, plecase în România, de unde s-a întors căsătorit. Cu 6 luni înainte de jaf, soția sa l-a părăsit, luând cu ea și cei doi copii ai cuplului (Alexander și Emil Junior), ceea ce l-a afectat puternic, alături de cele mai frustrante momente ale vieții sale: o intervenție chirurgicală pe creier, pentru tratarea epilepsiei induse de o arteră blocată, și eșecul afacerii sale cu calculatoare.